# Nideggen (zamek)
Nideggen – dawny zamek, istniejący od początku XII w., położony w granicach obecnego miasta Nideggen w Niemczech, w kraju związkowym Nadrenia Północna-Westfalia. W średniowieczu rezydencja hrabiów, a następnie książąt Jülich.

## Historia
Budowę zamku na skalnym wzgórzu nad rzeką Rur rozpoczęto na polecenie hrabiego Jülich Wilhelma II w 1177, na terenie wniesionym jako wiano jego żony Alevardis z Saffenbergu. Pierwszym elementem zamku był donżon, który uzupełniały zabudowania gospodarcze i otaczający zamek mur. Obiekt był istotnym ośrodkiem politycznym hrabstwa. Hrabiowie Jülich wykorzystywali zamek jako miejsce przetrzymywania znakomitych więźniów – m.in. w XIII w. przetrzymywano tu arcybiskupów Kolonii Konrada z Hochstaden i Engelberta z Falkenburga. Hrabia Gerard V w 1313 nadal osadzie znajdującej się pod zamkiem prawa miejskie. W połowie XIV w. zamek został rozbudowany staraniem księcia Jülich Wilhelma I – zbudowano obszerną część mieszkalną, a także reprezentacyjną dwukondygnacyjną salę, jedną z największych gotyckich sal w tym regionie (liczyła 61 m długości i 16 m szerokości). To w niej w 1356 odbyła się uroczystość, podczas której cesarz Karol IV Luksemburski podniósł Wilhelma I do rangi księcia. Swoją funkcję rezydencji książęcej zamek utracił w 1393, gdy księstwo Jülich przeszło w ręce księcia Geldrii Wilhelma; ponownie uczynił go swoją siedzibą książę Gerard, który objął rządy w 1437.
Od XVI w. zamek zaczął popadać w ruinę: w 1542 został zniszczony podczas wojny o sukcesję w Geldrii, po czym odrestaruowano go tylko częściowo. Kolejne zniszczenia zadały zamkowi wojska francuskie w 1678 oraz trzęsienie ziemi w 1878. Na początku XX w. zamek częściowo odbudowano i uruchomiono muzeum zamkowe, został jednak ponownie zniszczony podczas drugiej wojny światowej. W latach 50. XX w. rozpoczęto odbudowę i przebudowę zamku, a w 1979 uruchomiono w nim muzeum.

## Stan obecny
Zamek położony jest na skalnym wzgórzu, którego zbocza z trzech stron opadają w dolinę rzeki Rur. Na zamek wchodzi się bramą, przebudowaną w XX w. Obok znajduje się donżon, nakryty wysokim, czterospadowym dachem, którego dwie dolne kondygnacje pochodzą z XII w., a trzy górne zostały przebudowane w XIII i XIV w. Na każdej kondygnacji znajdują się po dwa pomieszczenia, na dolnej znajduje się kaplica ze sklepieniem krzyżowym. Pod donżonem znajdują się lochy. Z ogromnego pałacu zachowały się jedynie duże fragmenty ścian południowej i wschodniej oraz piwnice jednej z baszt znajdujących się w jego narożnikach od południa. Pośrodku dziedzińca znajduje się dawna studnia. W północno-zachodniej części wzgórza zamkowego wybudowano w XX w. dwupiętrowy budynek, w którym mieści się restauracja.

## Galeria

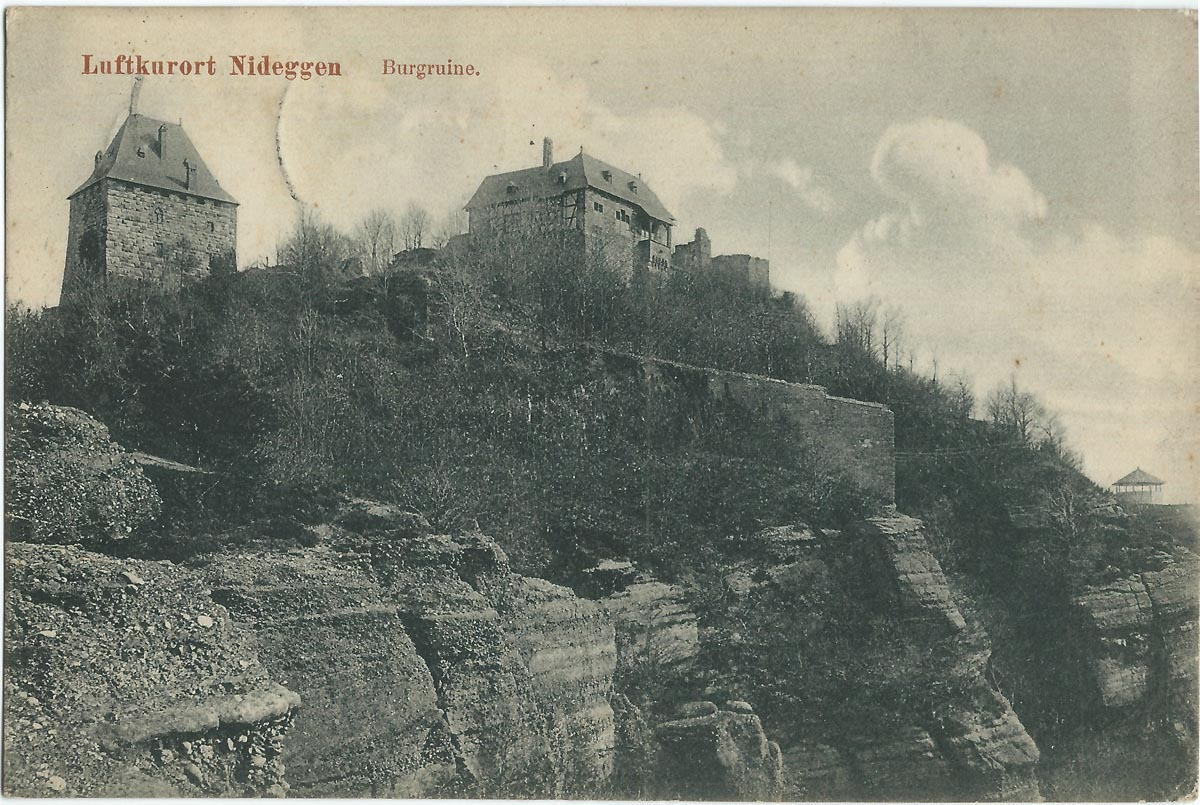
Zamek na początku XX w.
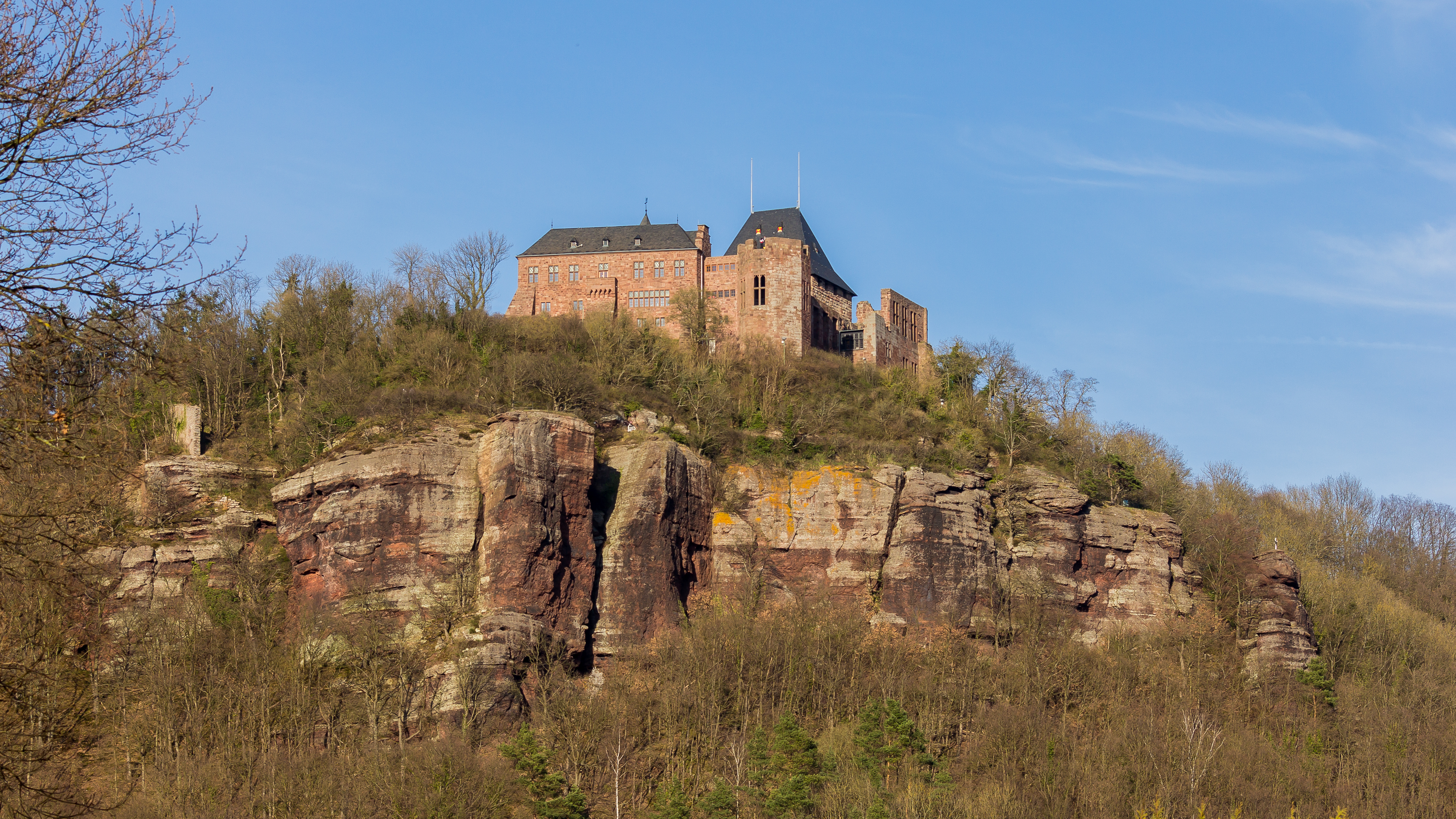
Widok na zamek od południowego zachodu
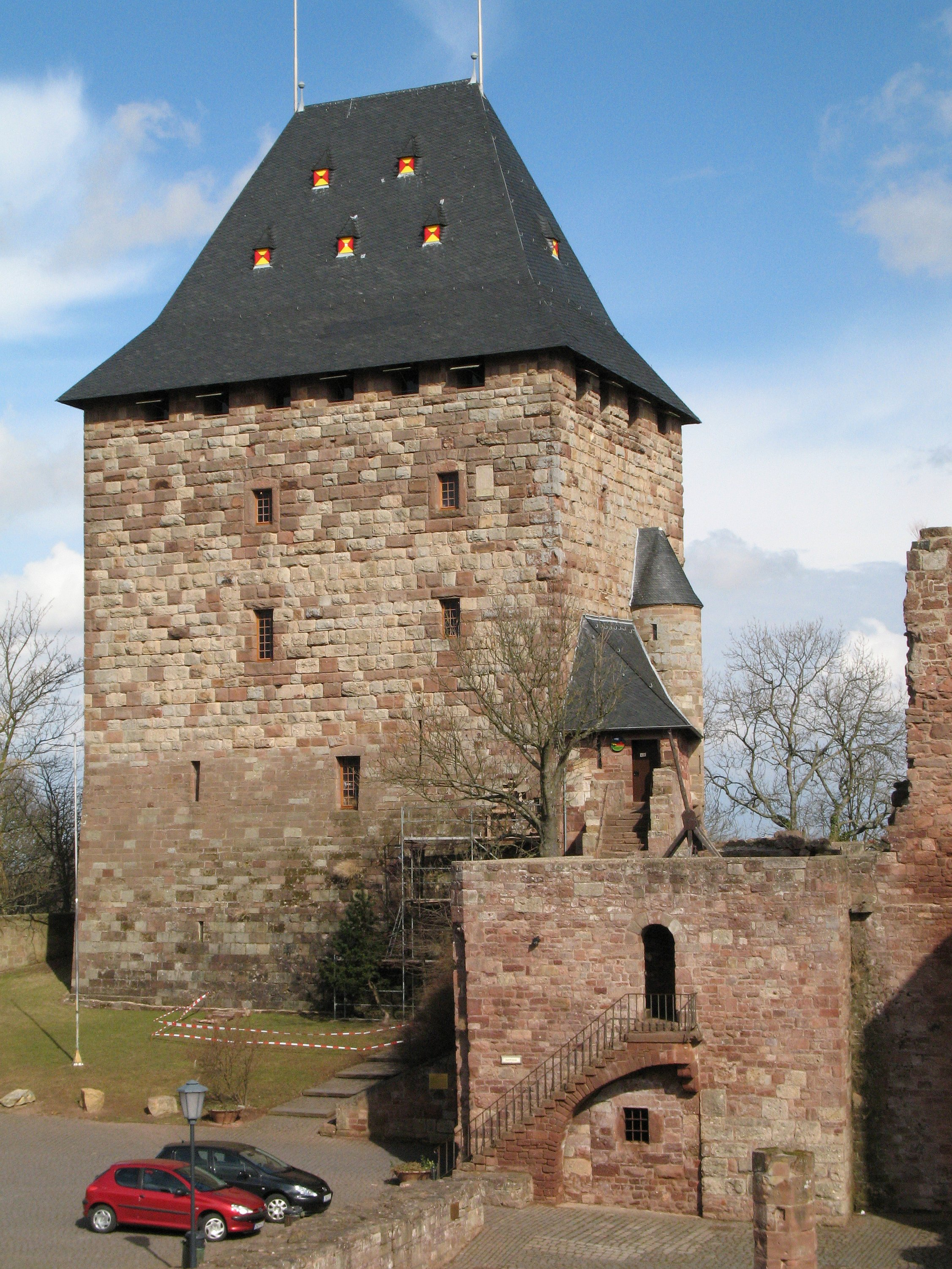
Odbudowany donżon
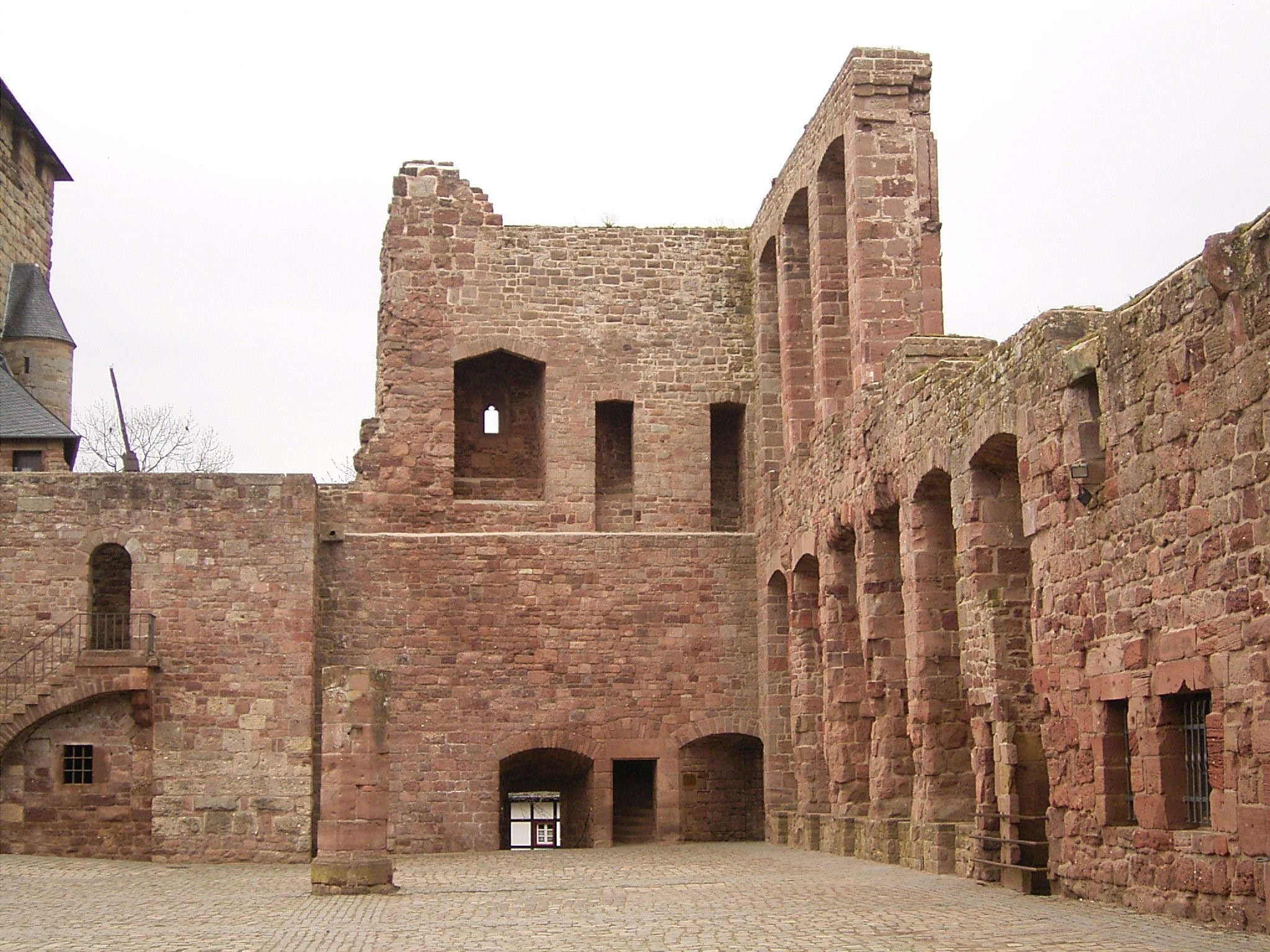
Pozostałości części pałacowej